# یویا ایشی (کارگردان)
یویا ایشی (انگلیسی: Yuya Ishii؛ زادهٔ ۱۹۸۳) کارگردان و فیلم‌نامه‌نویس اهل ژاپن است که در سال ۲۰۱۳ میلادی در جایزه آکادمی فیلم ژاپن عنوان بهترین کارگردان را از آن خود کرد.